# سایفایکو
سایفایکو (یا هایکوعت) گونه‌ای شعر کوتاه علمی تخیلی است که بر اساس معروف‌ترین قالب شعر سنتی ژاپن، هایکو (Haiku)، ساخته شده‌است. تفاوت میان سایفایکو و هایکو در این است که در هایکو مهم‌ترین مضمون شعر، طبیعت و فصول طبیعت است و در سایفایکو، مهم‌ترین مضمون، علمی‌تخیلی، خیال‌پردازی یا وحشت است.
در سایفایکو، مانند هایکو، تعداد واژه‌ها و سطرهای شعر محدود است و باید به یک مضمون ویژه اشاره کند. با این حال، در سایفایکو، مضمون شعر درون مایه های علمی‌-تخیلی، وحشتناک یا فضایی است. به عنوان مثال، سایفایکو ممکن است دربارهٔ ربات‌های پیشرفته، موجودات فضایی، سفر در زمان، دنیاهای موازی، نسل‌های آینده یا موضوعات دیگری با مضمون علمی‌-تخیلی باشد. اما در هایکو، مضمون شعر اغلب به طبیعت و فصول طبیعی اشاره دارد و بیشتر از طریق تصویرسازی و توصیف جزئیات طبیعی، مفهومی از زیبایی و احساساتی مثل آرامش، تمدن یا غم و اندوه را به نمایش می‌گذارد.

## تولد سایفایکو
نخستین بار این کلمه را تام برینک در مطلبی با عنوان مانیفست سایفایکو (Scifaiku Manifesto) در سال ۱۹۹۵ ساخت و بلافاصله مورد پذیرش طرفداران ادبیات علمی‌تخیلی قرار گرفت. پس از آن در سایت www.scifaiku.com سایفایکوهای بسیاری از جمله خود تام برینک قرار گرفت و در وبگاه‌های دیگر نیز علاقه‌مندان، به انتشار سایفایکو پرداختند. با این همه، پیش از آن که مانیفست سایفایکو نوشته شود، هایکوی علمی‌تخیلی در کتاب‌های متعددی به کار رفته بود. نخستین بار در ژوئیهٔ ۱۹۶۲، کارِن کروز آندرسون (Karen Kruse Anderson) در مجلهٔ خیال‌پردازی و علمی‌تخیلی (the Magazine of Fantasy and Science Fiction) مطلبی با عنوان «شش هایکو» منتشر کرد:
این خیارهای حلقه‌حلقه را
هنوز در دشت سیرتیس نکاشته‌اند
چقدر دلم هوس کرده!
(سیرتیس نام دشتی است در مریخ.)
در سال ۱۹۷۶ نیز تری پرچت در رمانی به نام سمت تاریک خورشید یکی از فصول داستان را با این هایکوی علمی‌تخیلی آغاز می‌کند:
گوش کن به صدای برگ‌ها در پاییز،
خرد می‌شوند
برگ‌های بلورین.
در سال ۱۹۷۹ نیز در مجلهٔ علمی‌تخیلی آیزاک آسیموف سلسله‌مطالبی با نام «هایکو برای ال۵» منتشر شد.
همچنین فصلنامه‌ای بنام سایفایکویست به صورت منظم منتشر می‌شود که در آن علاوه بر گونه‌های مختلف شعر علمی تخیلی، سایفایکوهای زیادی نیز منتشر می‌شود. شماری از سایفایکوهای سینا سنجری شاعر ایرانی در این فصل نامه منتشر شده‌است. سایت‌های اینترنتی مختلفی نیز به این گونه شعر علمی تخیلی می‌پردازند.
به اعتقاد تام برینک، کمینه گرایی (مینیمالیسم)، صراحت و روشنی (آفرینش لحظه و ثبت آن) و بهره وری از بینش و احساسی انسانی از ویژگی‌های سایفایکوست. برینک معتقد است با وجود اخذ شیوه‌ی بیانی مشابه هایکو، امکان گریز از ساختار هجایی هایکو در سایفایکو وجود دارد. این فراروی از ساختار هجایی هایکو امروز امری تثبیت شده است. روشن ست مینیمالیسم سایفایکو برگرفته از مینیمالیسم هایکو ست که البته با ساختارهای مدرن مینیمال نیز هماهنگی دارد. 

## شاعران سایفایکو سرا
- تام برینک، نویسندهٔ مانیفست سایفایکو[۵]
- تاد هاف[۶]
- جیمز پالمر
- جان جی دانفی - شاعر و هایکوسرای آمریکایی[۷]
- جفری لندیس
- دبرا کولوجی
- گرگ پس
- کریستینا سان

## سایفایکو به زبان فارسی
در ایران، سایفایکو در جلسات حضوری بعد هفتم و توسط حسین شهرابی معرفی شد. پس از او شاعران و  منتقدانی همچون سید احمد نادمی و سینا سنجری با نوشتن مقاله و سرودن سایفایکو به این قالب پر و بالی بخشیدند. نخستین بار سینا سنجری در کتاب اکالیپتوس تنها تعداد زیادی شعر در قالب سایفایکو به چاپ رساند. در همین کتاب مقاله ای در معرفی این قالب درج شده‌است. سید احمد نادمی نیز مقالاتی به زبان فارسی در مورد سایفایکو نوشته‌است. حمیدرضا شکارسری بر یکی از سایفایکوهای سینا سنجری نقد نوشته‌است.